# Antonio Giorgetti (scultore)
Antonio Giorgetti (Roma, 1635 – Roma, 24 dicembre 1669) è stato uno scultore italiano.
Giorgetti nacque e morì a Roma e trascorse tutta la sua carriera, per lo più come collaboratore di Gian Lorenzo Bernini. La sua scultura più importante è l'angelo con la spugna sul ponte Sant'Angelo, al quale lavorò sotto la direzione del Bernini, che realizzò gli schizzi e in alcuni casi i bozzetti per gli angeli. Per la Capella Spada realizzata da Borromini nella Chiesa di San Girolamo della Carità (1660),  Giorgetti realizzò i due angeli inginocchiati che reggono i tendaggi di diaspro che fungono da balaustra all'altare.
Nel gennaio 1660, Giorgetti entrò stabilmente al servizio del cardinale Francesco Barberini, che in vari documenti si riferisce a lui chiamandolo nostro scultore. Barberini lo incaricò di eseguire il busto di Girolamo Aleandro il giovane, segretario del cardinale, morto nel 1629.
Tra il 1661 e il 1663 realizzò il monumento funebre dell'erudito tedesco Luca Olstenio, sovrintendente alla Biblioteca Vaticana, nella Chiesa romana di Santa Maria dell'Anima.

## Galleria d'immagini

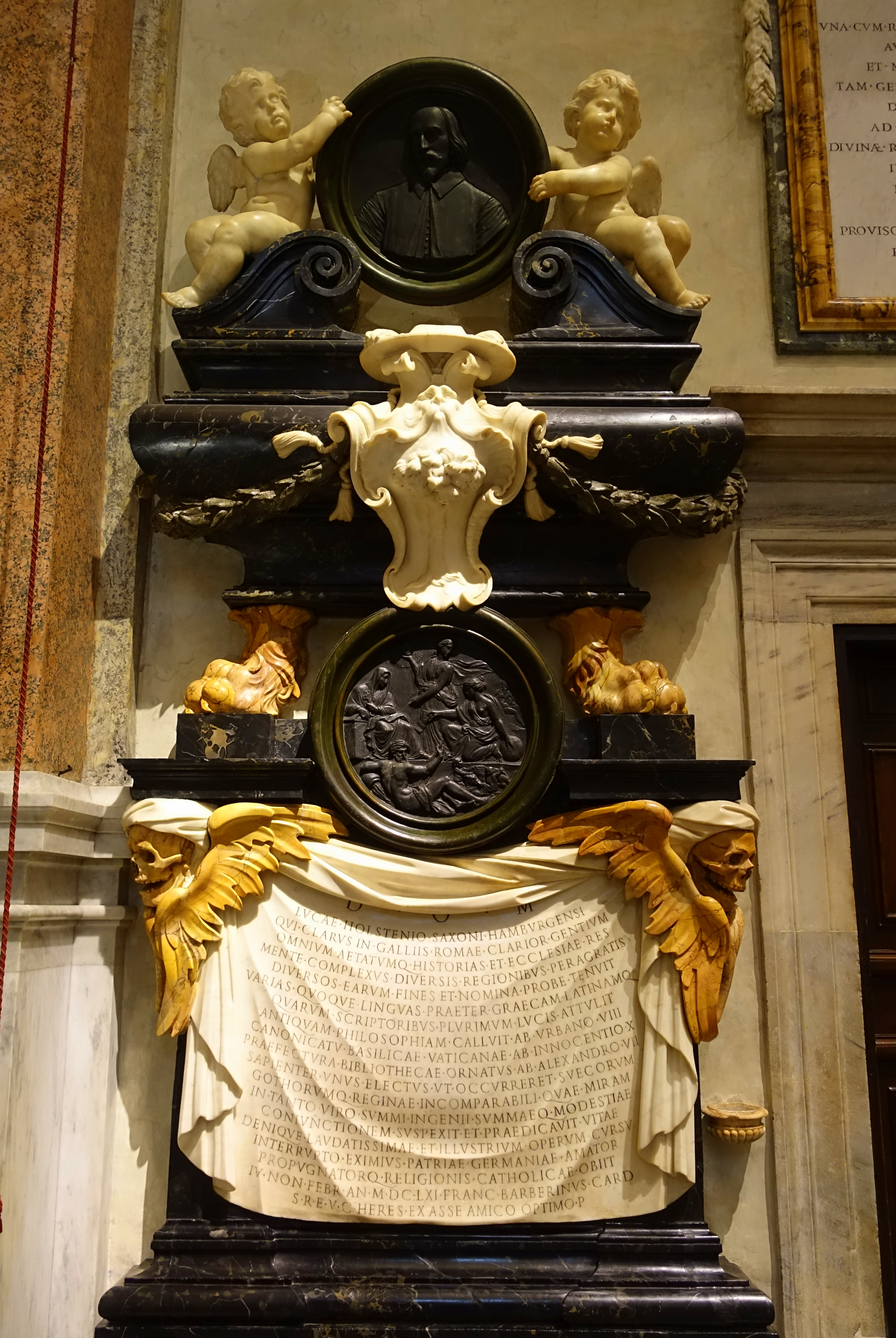
Sepolcro di Luca Olstenio
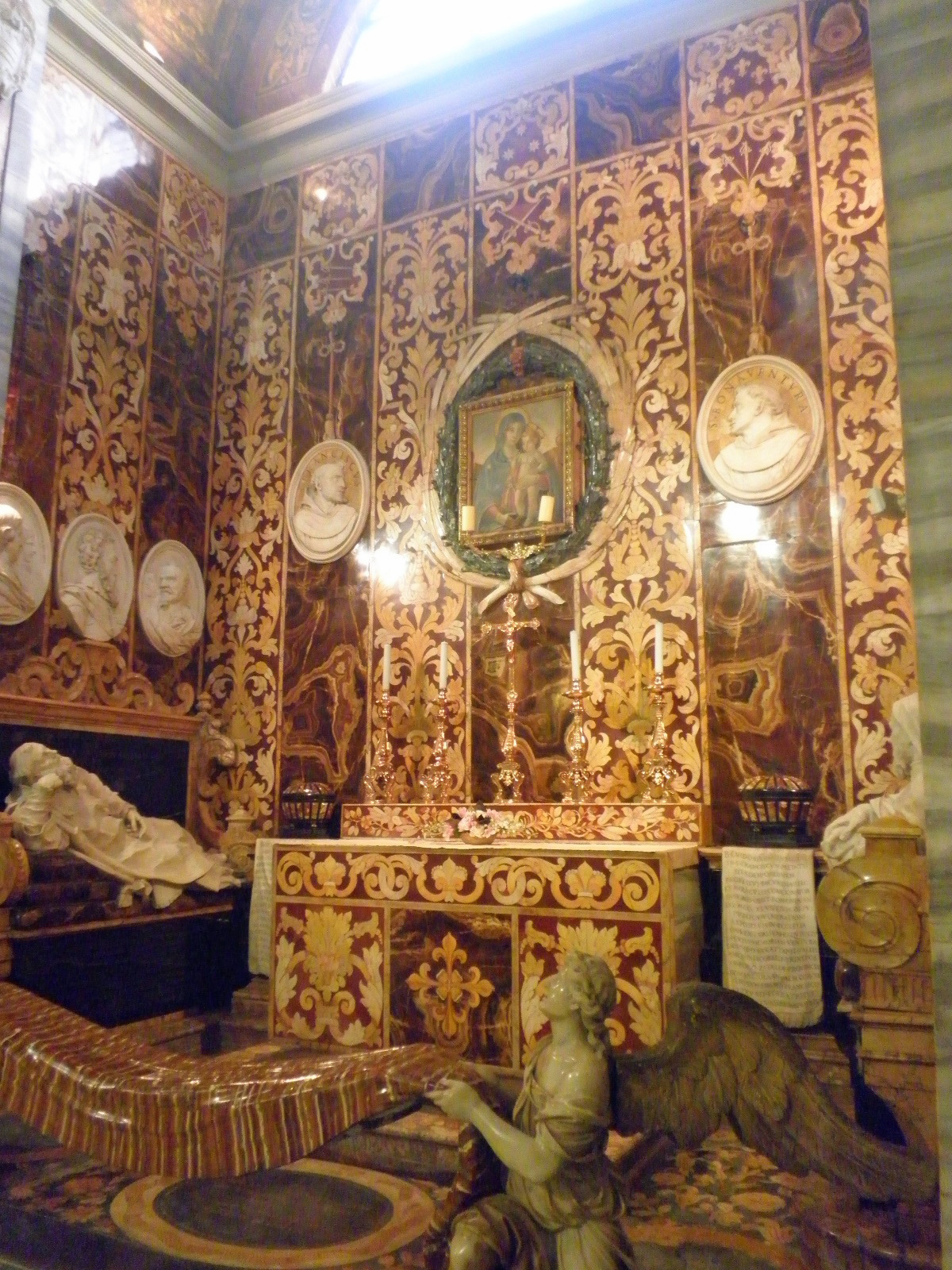
Cappella Spada nella chiesa di San Girolamo della Carità con gli angeli con il panno della comunione
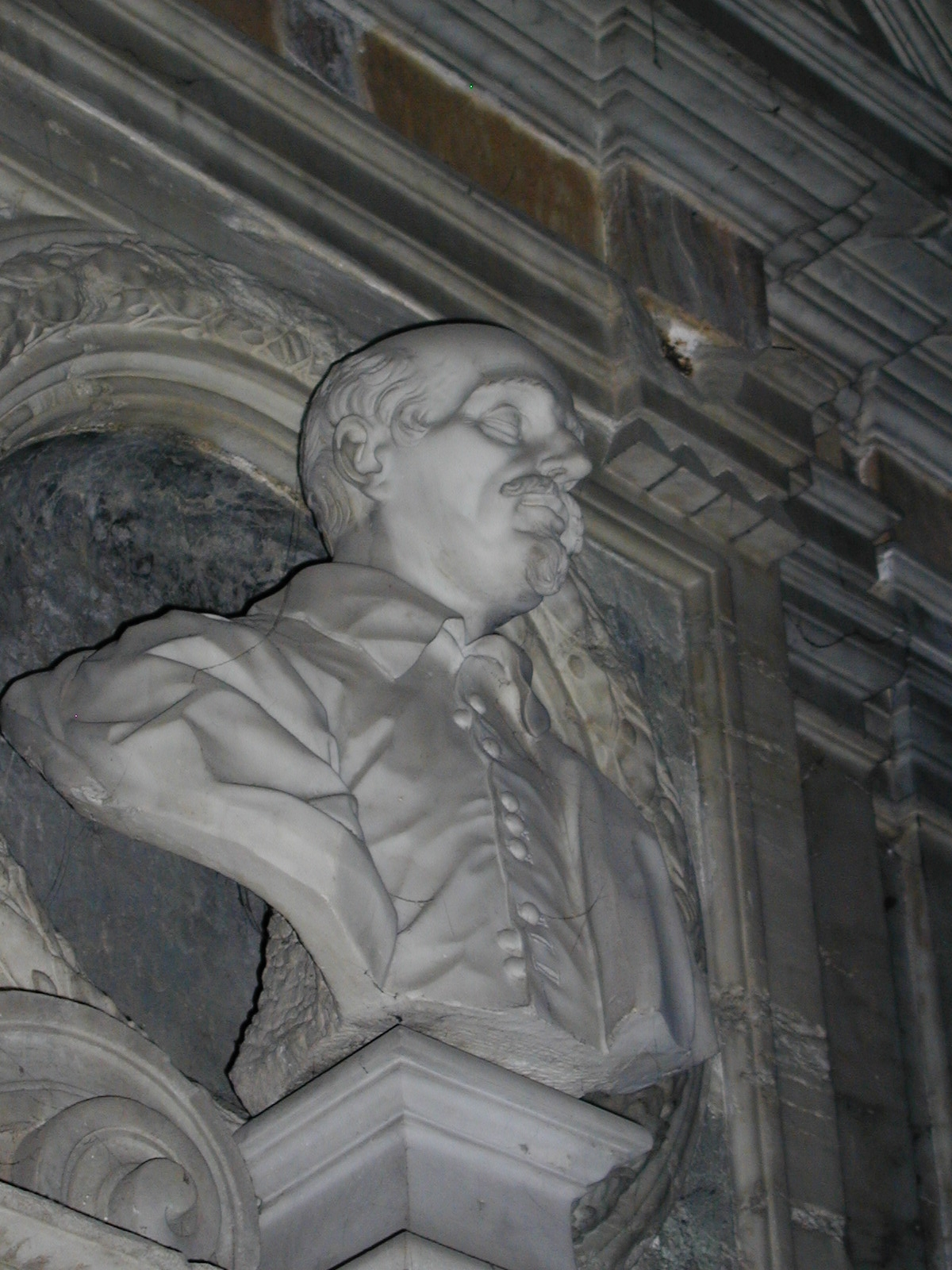
Busto di Girolamo Aleandro il Giovane